# Pixbo
För innebandyklubben, se Pixbo Wallenstam IBK
Pixbo är ett bostadsområde i tätorten Mölnlycke i Råda socken i Västergötland, beläget i Härryda kommun sånär som på ett litet antal fastigheter som tillhör Mölndals kommun.
Pixbo är en egen postort. Området ligger vid södra sidan av Rådasjön och är mycket kuperat då det är byggt på och runt en höjd som kallas Björnåsen. I öster, sydost och delvis i söder gränsar Pixbo mot Kullbäckstorp, som tillhör Mölnlycke postort. Gränsen i sydost utgörs av den mindre Vällsjön och i öster av Vällbäcken, som rinner i syd-nordlig riktning mellan Vällsjön och Rådasjön. I väster gränsar Pixbo till natur- och parkområdet kring Gunnebo slott i Mölndals kommun, och i sydväst och syd också mot Mölndal. Bebyggelsen i Pixbo består av villor uppe på och norr om Björnåsen (närmast Rådasjön även en del parhus) samt kedjehus på åsens sydsluttning och i det låglänta området söder om åsen.

## Historia
Pixbo herrgård, som ligger på den södra sluttningen, har funnits sedan medeltiden och är uppkallad efter en släkt vid namn Pik. Mellan 1880-talet och 1935 drev herrgårdens ägare, bland andra familjen Heyman, en handelsträdgård, där frukt och grönsaker odlades för försäljning i Göteborg. Trädgården bevattnades genom vattenledningar från dammar som anlades på höjderna runt odlingarna. De flesta av dammarna finns fortfarande kvar. I Pixbo har också ett mindre sågverk funnits fram till 1920-talet.
Den 15 december 1894 invigdes järnvägen mellan Göteborg och Borås – idag en del av Kust till Kust-banan – och Pixbo fick en mindre station där tåg stannade fram till 27 maj 1978. Tågförbindelsen gjorde området attraktivt, och i början av 1900-talet byggde några välbärgade göteborgare stora villor med utsikt över Rådasjön på tomter avstyckade från Pixbo herrgård. Villorna byggdes i olika arkitekturstilar, bland annat jugend och fornnordiskinspirerad stil. De flesta av dessa hus finns kvar idag. Liknande områden längs samma järnväg är Långenäs och Hindås.
Pixbos expansion till villasamhälle började på 1940-talet då Pixbo herrgårds ägare styckade av ett mycket stort antal villatomter i den norra delen av Pixbo. I början av 1970-talet tillkom kedjehusbebyggelse i södra Pixbo, där handelsträdgården tidigare låg. Vägarna i detta område namngavs efter fruktträdsorter som funnits i trädgården.
I Pixbo grundades innebandyföreningen Pixbo Wallenstam IBK.
Kända personer som har bott eller bor i Pixbo är sångerskorna Evelyn Jons, Hanna Ferm och Monica Brynnel, radioprofilen och journalisten Erik Blix, musikerna Vanja Holm, Karin Dreijer och Olof Dreijer, författaren Eva Holmqvist, kocken Frida Ronge och företagaren Hans Wallenstam.

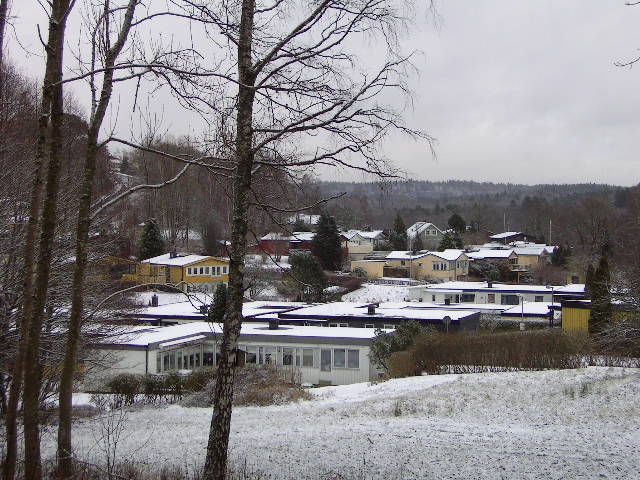
Södra Pixbo